# Росс Хаслам
Росс Хаслам (англ. Ross Haslam, 2 жовтня 1997) — британський стрибун у воду.
Призер Чемпіонату Європи з водних видів спорту 2018 року.